# Elecciones generales de Perú de 1915
Las elecciones generales de Perú de 1915 se realizaron los días 16 y 17 de mayo de 1915 para determinar a los principales dirigentes del Perú para el periodo 1915-1919. José Pardo y Barreda ganó la presidencia. Las elecciones simultáneas del tercio parlamentario fueron para el periodo 1915-1921.
De vuelta al Perú, Pardo había sido elegido rector de la Universidad Mayor de San Marcos, cargo que asumió el 30 de noviembre de 1914, pero que solo ejerció durante un año, pues en 1915 fue designado como candidato a la presidencia por una Convención de los partidos civilista, liberal y constitucional, convocados por el general Óscar Benavides, entonces gobernante de facto tras el golpe de Estado de 1914. 
Frente a la muy popular candidatura de Pardo se alzó la de Carlos de Piérola (hermano del viejo caudillo Nicolás de Piérola), por el Partido Demócrata. Realizadas las elecciones, Pardo obtuvo 131 289 votos frente a los 13 151 de su opositor.

## Resultados
| Candidato            | Agrupación política | Votos válidos | Porcentaje |
| -------------------- | ------------------- | ------------- | ---------- |
| José Pardo y Barreda | Partido Civil       | 131 289       | 90,9%      |
| Carlos de Piérola    | Partido Demócrata   | 13 151        | 9,1%       |

- Datos: Q5828203